# Партия национального единства (Филиппины)
Партия национального единства (филипп. Partido ng Pambansang Pagkakaisa) — центристская консервативная политическая партия Филиппин. 

## История
Партия национального единства (ПНЕ) была сформирована бывшими членами партии «Сила народа — Христианские и мусульманские демократы», которые покинули её после внутреннего недовольства внутри партии. ПНЕ была аккредитована Комиссией по выборам в качестве национальной партии в резолюции от 5 октября 2011 года.
26 сентября 2012 года партия провела своё первое общенациональное собрание, на котором было объявлено о поддержке коалиции президента Бенигно III Акино Команды PNoy на парламентских выборах 2013 года, однако большинство членов ПНЕ в конечном итоге поддержали Объединённый националистический альянс.
С 2016 года партия является частью Коалиции за перемены под руководством Филиппинской демократической партии — Сила народа в Палате представителей Конгресса.

## Идеология
Согласно партийной конституции принципы ПНЕ включают следующее: вера в Бога; суверенитет государства, национальные интересы и демократия; социальная справедливость и ответственность; и экологическое сознание.

## Участие в выборах

### Палата представителей
| Выборы | Голосов   | %     | Мест      | Результат                       |
| ------ | --------- | ----- | --------- | ------------------------------- |
| 2013   | 2 394 631 | 8,68% | 29 из 292 | Коалиция п/р Либеральной партии |
| 2016   | 3 604 266 | 9,67% | 23 из 297 | Коалиция п/р ФДП — Сила народа  |
| 2019   | 3 852 909 | 9,59% | 25 из 306 | Коалиция п/р ФДП — Сила народа  |